# David Simango

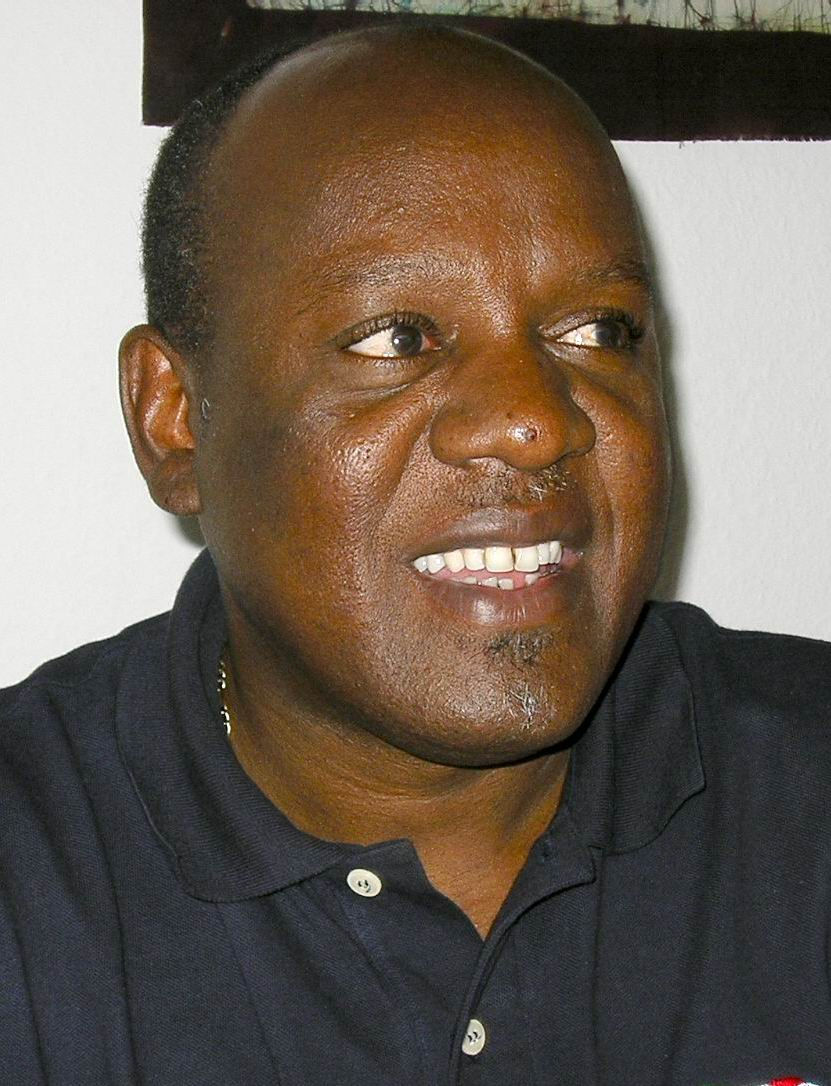
David Simango, 2006

David Simango ist ein Politiker in Mosambik. Er war Bürgermeister von Maputo. Er ist Mitglied der Partei FRELIMO und gehört zur Sippe Simango. 

## Karriere
David Simango war Gouverneur der Provinz Niassa von 2000 bis 2005 und dann Minister of Youth and Sports von 2005 bis 2008. Er wurde 2008 und 2013 als Bürgermeister (Mayor) von Maputo gewählt.